# Jim McNeely
Jim McNeely (Chicago, Illinois, 18 de mayo de 1949) es un pianista, compositor y arreglista estadounidense de jazz, ganador de un premio Grammy.

## Trayectoria
Tras estudiar música en la Universidad de Illinois, se trasladó a Nueva York, en 1975. Tres años más tarde, se une a la big band de Thad Jones y Mel Lewis, con quienes permanece seis años, incluyendo un periodo con la nueva versión de esa banda, con el nombre de The Vanguard Jazz Orchestra.  En 1981 comienza a trabajar con Stan Getz como pianista, compositor y arreglista, durante cuatro años.  Entre 1990 y 1995, será el pianista titular del quinteto de Phil Woods.  En 1996 vuelve a la Vanguard Jazz Orchestra y, desde 1998 hasta 2003, fue director de la DR Big Band, en Copenhague, ocupando desde 2011 la misma plaza en la "Hessischer Rundfunk Big Band" de Frankfurt. Además de actuar con diversas big bands europeas, McNeely suele trabajar con su propio grupo, un tenteto, en trío o como solista de piano. Ha grabado varios discos como titular, obteniendo nueve nominaciones a los Premios Grammy entre 1997 y 2006. En 2008, obtuvo uno de dichos galardones, junto con la Vanguard Jazz Orchestra, por su álbum Monday Night Live at the Village Vanguard (Planet Arts).

## Discografía
- Rain's Dance, SteepleChase Records, 1976.
- The Plot Thickens, Muse Records, 1979.
- Pure Getz, Concord Jazz, 1982.
- From the Heart, Owl Records, 1984.
- Winds of Change, SteepleChase, 1989.
- East Coast Blow Out (con la WDR Big Band), Lipstick Records, 1989.
- Jigsaw (con la Stockholm Jazz Orchestra), Dragon Records, 1991.
- Live at Maybeck Recital Hall, Vol. 20, Concord Jazz, 1992.
- Sound Bites (con la Stockholm Jazz Orchestra), Dragon Records, 1997.
- Lickety Split (con la Vanguard Jazz Orchestra), New World Records, 1997.
- Nice Work (con la Danish Radio Big Band), Dacapo Records, 2000.
- Group Therapy (Jim McNeely Tentet), OmniTone, 2001.
- The Power and the Glory (con la Danish Radio Big Band), Storyville Records, 2001.
- Play Bill Evans (con la Danish Radio Big Band), Stunt Records, 2002.
- In This Moment (con Adam Nussbaum y Lennart Ginman), Stunt Records, 2003.
- Up From the Skies (con la Vanguard Jazz Orchestra), Planet Arts Recordings, 2006.
- Dedication Suite (con la Danish Radio Big Band), Cope Records, 2006.
- Paul Klee (con la Swiss Jazz Orchestra), Mons Records, 2006.
- Boneyard (con Kelly Sill y Joel Spencer), Origin Records, 2006.
- Remember the Sound (con el George Robert Jazztet), TCB Records, 2008.
- A Single Sky (con Dave Douglas & Frankfurt Radio Big Band), Greenleaf Music, 2009.
- Quest for Freedom (con David Liebman, Richie Beirach & Frankfurt Radio Big Band), Sunnyside Records, 2010.